# Vol Malaysia Airlines 370
Le vol Malaysia Airlines 370 (numéros de vol MH370 et CZ748 via un partage de code avec China Southern Airlines) était un vol international régulier de Kuala Lumpur à Pékin au cours duquel un Boeing 777 de Malaysia Airlines avec 239 personnes à bord a subitement disparu des écrans radar secondaires peu après son décollage de l'aéroport international de Kuala Lumpur, en Malaisie, le 8 mars 2014. 
Le contrôle aérien a perdu le contact avec l'avion au-dessus du golfe de Thaïlande, en mer de Chine méridionale. Dans le même temps la connexion satellite est aussi interrompue et la compagnie perd le contact avec son avion qui n'est plus connecté au réseau Inmarsat. 
Jusqu'à présent, aucune cause officielle n'a été rendue ; l’enquête a conclu à un accident, ce qui provoque de nombreuses réactions et théories. 
L’analyse des données enregistrées par les radars primaires a montré que l'avion a soudainement fait demi-tour et traversé la péninsule Malaise par une route survolant la frontière thaïlandaise. Puis il a changé de cap trois fois pour contourner l'île de Penang et rejoindre le milieu du détroit de Malacca qu'il a remonté jusqu'à la mer d'Andaman, à la limite de portée du radar militaire de l'île de Penang. 
Quelques instants plus tard, l'avion se reconnecte au satellite mais l’envoi automatique de données de suivi ne reprend pas et l'équipage ne répond ni au téléphone ni aux messages. 
L’analyse des signaux captés pendant six heures par le fournisseur de services satellite, Inmarsat, suggère que l’avion a une nouvelle fois changé de cap et poursuivi son vol puis s’est abîmé dans le sud de l’océan Indien. 
Bien que des débris aient été retrouvés dans l'ouest de l'océan Indien un an plus tard, l'épave principale n'ayant pas encore été localisée, le vol MH370 est toujours considéré comme disparu.

## Aperçu
(mai 2025).
Des années d'enquêtes et de recherches n'ont pas permis de localiser l'avion, qui transportait 227 passagers, dont 153 Chinois, ainsi que 12 membres d'équipage, tous présumés morts, ni de déterminer les causes de cette disparition, qui demeure l'un des plus grands mystères de l’aviation civile moderne.
Ce fut l'accident aérien le plus meurtrier impliquant un Boeing 777, jusqu'à celui du vol Malaysia Airlines 17 (298 victimes), abattu par un missile surface-air dans l'est de l'Ukraine le 17 juillet 2014. Ces deux catastrophes en quatre mois entraînèrent d'importants problèmes financiers et Malaysia Airlines dut être renationalisée par le gouvernement malaisien en août 2014. Il s'agit du deuxième cas de disparition d'un avion avec plus de cent personnes à bord, après celle d'un Lockheed L-1049 Super Constellation de la Flying Tiger Line affrété par l’armée américaine survenue le 16 mars 1962 entre l'île de Guam et les Philippines.
Trente-huit minutes après le décollage, le commandant Zaharie Ahmad Shah communique une dernière fois avec le contrôle aérien malaisien qui le transfère au contrôle vietnamien mais ne confirme pas la fréquence radio, comme il l'aurait dû, et ne prend pas contact avec celui-ci. Le transpondeur est alors « délibérément » réglé sur un mode qui ne communique pas l’altitude,. Quelques secondes plus tard, le transpondeur ne répond plus, l'avion disparaît des écrans radar secondaires. Quelques minutes plus tard, la connexion par satellite de type ClassicAero, opérée par la société britannique Inmarsat, est interrompue et les communications automatisées (ACARS) ne peuvent plus être transmises. Les jours suivants, on apprendra que l’avion a fait demi-tour dans ce laps de temps.
Pendant des heures, la confusion a régné dans le contrôle aérien des pays concernés ainsi qu’au centre opérationnel de la compagnie, et l’on ne sait toujours pas dans quelle mesure l’armée malaisienne, qui est de toute façon restée inactive, a été informée de l’incident.
Un avion anonyme  a laissé des traces sur des radars civils et militaires pendant l'heure qui suit la disparition. Après recoupements, l'enquête déterminera qu'il s’agissait du  MH370.  L'appareil a fait demi-tour et a traversé la péninsule Malaise en direction de l'île de Penang ce qui est une route à cheval sur la frontière thaïlandaise. Après avoir contourné l'île de Penang, il a changé de cap pour rejoindre le milieu du détroit de Malacca qu'il a remonté jusqu'à la mer d'Andaman, à la limite de portée du radar, à environ 370 kilomètres au nord-ouest de l'île de Penang. Alors que toutes les communications avaient été interrompues pendant ce trajet de plus d'une heure, l'avion se reconnecte au réseau Inmarsat. À travers le satellite géostationnaire Inmarsat-3 F1, il se reconnecte  à la station au sol de Perth, sur la cote ouest d'Australie-Occidentale. Cependant l'ACARS ne reprend pas ses rapports et personne répond au téléphone. Après chaque heure d’inactivité, la station de Perth interroge le système satellite de l’avion lequel répond être toujours actif. L'analyse par Inmarsat de ces 7 groupes de signaux radio automatiques, enregistrés pendant six heures, révèlera, deux semaines plus tard, que l'avion avait une nouvelle fois changé de cap et continué son vol sept heures après la perte de contact, jusqu' « au milieu de l'Océan Indien, à l'ouest de Perth […] loin de toute zone possible d'atterrissage ».
Les recherches, les plus coûteuses de l'histoire de l'aviation, se sont d'abord concentrées sur la mer de Chine méridionale puis la mer d'Andaman, avant que l'analyse des données Inmarsat ne les oriente dans le sud de l'océan Indien, au large des côtes de l'Australie, sur une surface maritime de 120 000 km2, sans parvenir à localiser l'avion, trois ans durant. Entre 2015 et 2016, plusieurs débris marins échoués dans l'ouest de l'océan Indien sont identifiés comme provenant de l'avion. Après l'arrêt des recherches officielles en janvier 2017, une campagne privée menée à partir de janvier 2018 par la société Ocean Infinity se solde également par un échec au bout de six mois.
À divers stades de l'enquête, l'hypothèse d'une hypoxie ou différents scénarios de détournement, y compris avec implication de l'équipage ou de passagers, sont envisagés. Toutefois, le rapport final du ministère malaisien des transports en juillet 2018 n'apporte aucune conclusion sur la cause de la disparition.
Le manque d'informations officielles dans les jours qui suivirent la disparition suscita de vives critiques de la part du public chinois, en particulier de la part des proches des passagers, la majorité des personnes à bord étant d'origine chinoise. De nombreuses théories sont imaginées et rapportées par les médias.
En l'absence d'une explication définitive, les recommandations et réglementations de sécurité de l'industrie du transport aérien mentionnant le vol 370 visent principalement à empêcher la répétition des circonstances associées à sa disparition, et prévoient notamment l'augmentation de la durée de vie de la batterie des balises de localisation sous-marines, l'allongement des durées des enregistreurs de vol, ou encore la mise en place de nouvelles normes concernant les rapports de position des aéronefs au-dessus des océans.

## Contexte

### Aéronef

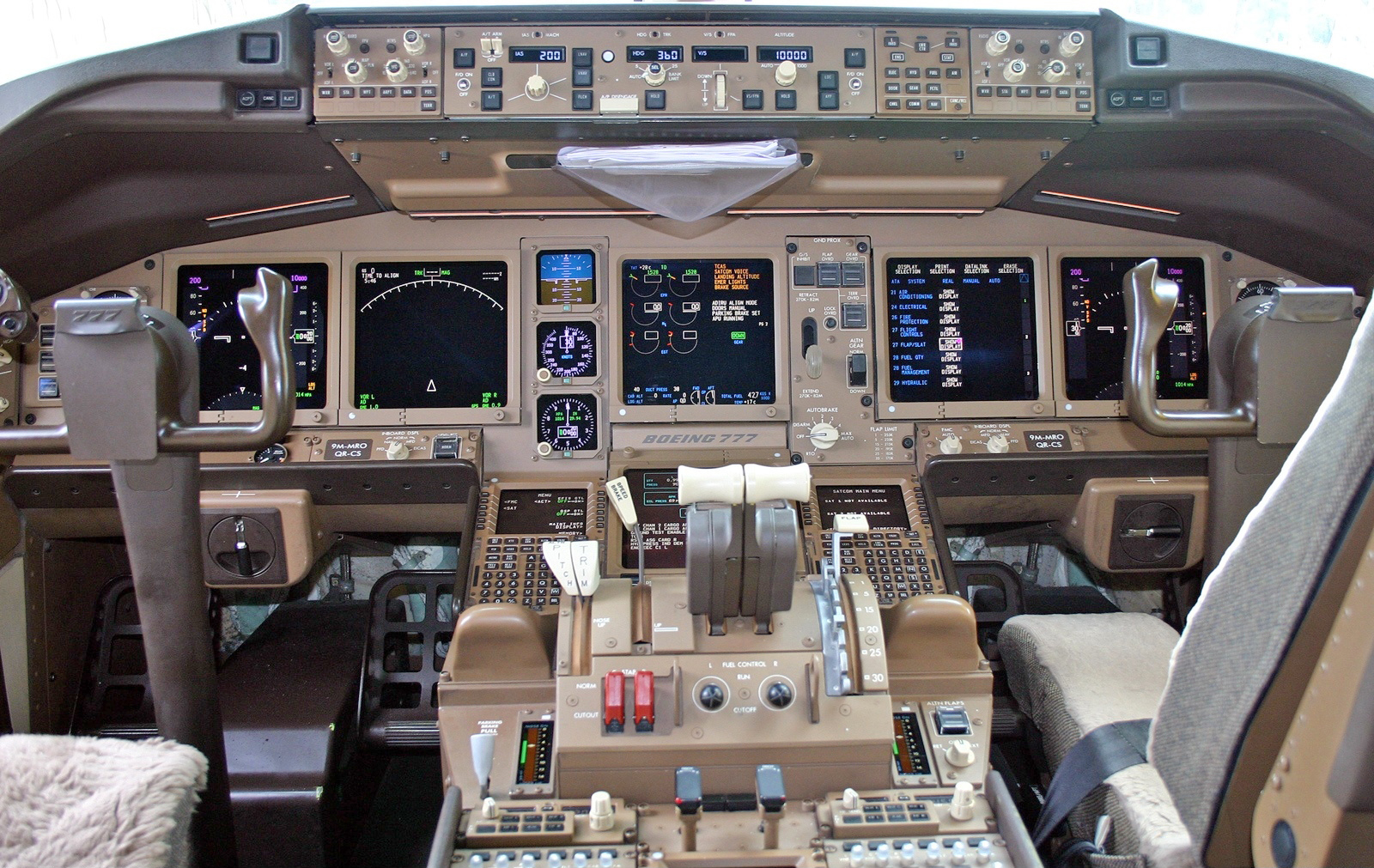
Poste de pilotage du Boeing 777 disparu de Malaysian Airlines (2004).

L'avion impliqué, un Boeing 777-200ER immatriculé 9M-MRO, avait effectué son premier vol le 14 mai 2002 et été livré neuf à Malaysia Airlines le 31 mai 2002. Il était motorisé par deux réacteurs Rolls-Royce Trent 892. Selon la compagnie aérienne, il avait cumulé 53 465 heures de vol. En 2012, l'extrémité d'une de ses ailes avait été endommagée lors d'une collision au sol.

### Passagers et équipage
Il y avait à bord 239 personnes, 227 passagers dont cinq enfants et douze membres d'équipage. Les deux tiers des passagers étaient chinois, 38 Malaisiens et les autres de treize nationalités différentes.
Les 12 membres d’équipage – deux pilotes et 10 membres d’équipage – étaient des citoyens malaisiens.
- Le commandant de bord, Zaharie Ahmad Shah, 53 ans avait rejoint Malaysia Airlines en 1981 et totalisait 18 365 heures de vol.
- Le copilote était Fariq Abdul Hamid, 27 ans, depuis 2007 dans la compagnie, avec 2 763 heures de vol. Il était copilote de Boeing 737 depuis 2010 puis est passé sur Airbus A330 en 2012. En novembre 2013, il a commencé sa formation de copilote de Boeing 777-200. Il en était à son sixième vol dans le cockpit d’un 777. C'était son premier vol sans copilote formateur supplémentaire pour le superviser[12]. Il devait être qualifié lors de son prochain vol.
- Le chef de cabine principal, Patrick Gomes, 55 ans, père de quatre enfants, avait rejoint Malaysia Airlines en 1979[13],[14].

| Nationalités (14) | Passagers | Équipage |     |
| ----------------- | --------- | -------- | --- |
| Chine             | 153       |          |     |
| Malaisie          | 38        | 12       |     |
| Indonésie         | 7         |          |     |
| Australie         | 6         |          |     |
| Inde              | 5         |          |     |
| France            | 4         |          |     |
| États-Unis        | 3         |          |     |
| Canada            | 2         |          |     |
| Iran              | 2         |          |     |
| Nouvelle-Zélande  | 2         |          |     |
| Ukraine           | 2         |          |     |
| Pays-Bas          | 1         |          |     |
| Russie            | 1         |          |     |
| Taïwan            | 1         |          |     |
| Total à bord      | 239       | 239      | 239 |

Une société américaine, Freescale Semiconductor, a déploré la perte de vingt de ses employés qui empruntaient ce vol pour se rendre à une réunion d'affaires à Pékin. Douze de ces employés étaient malaisiens et huit de nationalité chinoise.

## Détails du vol

Aéroports de départ et de destination du vol MH370 et sa dernière position connue au-dessus du golfe de Thaïlande.

### Décollage et montée
Le 8 mars 2014 à 0 h 41, le Boeing 777 de Malaysia Airlines décolle de l'aéroport international de Kuala Lumpur à destination de Pékin, avec à son bord 227 passagers et 12 membres d'équipage. Trente-huit minutes après son décollage, l'avion quitte l'espace aérien malaisien. Au contrôleur aérien du centre en route de Kuala Lumpur qui le transfère au centre de Ho Chi Minh Ville en lui donnant la fréquence radio, le copilote, croyait-on d'abord, envoie la dernière communication radio « Good night, Malaysia 370 » (« Bonne nuit, Malaysia 370 ») à 1 h 19 le 8 mars (heure de la Malaisie). Ce faisant, il n’a pas confirmé la fréquence radio assignée, ce qui n’est pas conforme aux procédures de radiotéléphonie,,. Fin juin 2014, les médias annoncent qu'il s'agissait plutôt du commandant Zaharie Ahmad Shah, aux dires de son épouse et d'autres membres de sa famille.

### Perte de contact
Le transpondeur est coupé peu après et l'appareil disparaît des écrans radars malaisiens et vietnamiens. Plusieurs tentatives de contact restent vaines, sauf une, embrouillée et brève, faite par le pilote d'un avion à proximité. Une heure après l'arrivée théorique de l'appareil à Pékin, Malaysia Airlines annonce la disparition de l'avion. Selon l'amiral Ngo Van Phat de la Marine populaire vietnamienne, cette dernière a perdu le contact radar avec l'appareil à « environ 153 milles marins (300 km) » au sud des îles Thổ Chu, dans le golfe de Thaïlande. Le site d'informations en ligne Vietnam Express affirme que les autorités ont capté le signal de l'une des balises de détresse de l'avion. Cependant le même jour, 8 mars, la BBC a contacté les autorités régionales vietnamiennes militaires et civiles. Les responsables ont déclaré que les informations des journaux VnExpress (en) et Tuổi Trẻ étaient inexactes. Un représentant de la Marine populaire vietnamienne a déclaré que les coordonnées rapportées par ces journaux étaient en fait des coordonnées estimées basées sur la vitesse de l'avion et l'heure de perte de contact. Jusqu'à présent, la Marine ne sait toujours pas où cet avion s'est écrasé ni s'il s'est écrasé ou non. Auparavant, le journal en ligne VnExpress du matin du 8 mars affirmait que l'avion avait été détecté à 120 milles nautiques (environ 220 km) au sud-ouest du cap Mũi Cà Mau (vi). Cependant, contacté par la BBC, le représentant du Centre de coordination de recherche et de sauvetage du Vietnam a déclaré que les coordonnées affichées sur le site étaient en fait les dernières coordonnées de l'avion avant qu'il ne disparaisse.
La chasse aérienne n'a pas été envoyée à sa rencontre, d'après le ministre malais de la défense parce qu'il n'était pas considéré comme hostile, mais selon un ancien major de RMAF Butterworth, parce que les pilotes rentrent tous chez eux la nuit,,.

### Transpondeur et radars secondaires
Sur ce type d'avion, le transpondeur (appelé par l'acronyme XPNDR) a plusieurs modes de fonctionnement. Le dernier message envoyé donne la position mais pas l'altitude. Cela indique que le bouton du transpondeur a été manuellement et « délibérément » tourné depuis le cockpit, le faisant passer par un mode intermédiaire avant l’arrêt complet,,.

### Radars primaires

Périodes où le MH370 a été vu par les radars et le satellite.

Le transpondeur étant coupé, les radars secondaires ont perdu toute trace de l'avion. Par contre, différents radars primaires civils et militaires ont détecté des pistes qui sont apparues dans les jours suivants comme étant le MH370 et leur recoupement a permis d'établir que l'avion avait fait demi-tour puis suivi le détroit de Malacca, contourné l'île de Sumatra par le nord-ouest et remis le cap au sud.

### Téléphone portable
Selon le rapport de la police malaisienne, à 17h52:27 UTC, le téléphone portable du copilote a été brièvement connecté à une station de base Celcom sur l'île malaisienne de Penang, ce qui confirme que l'avion ait fait demi-tour,.

### Reprise de la communication par satellite

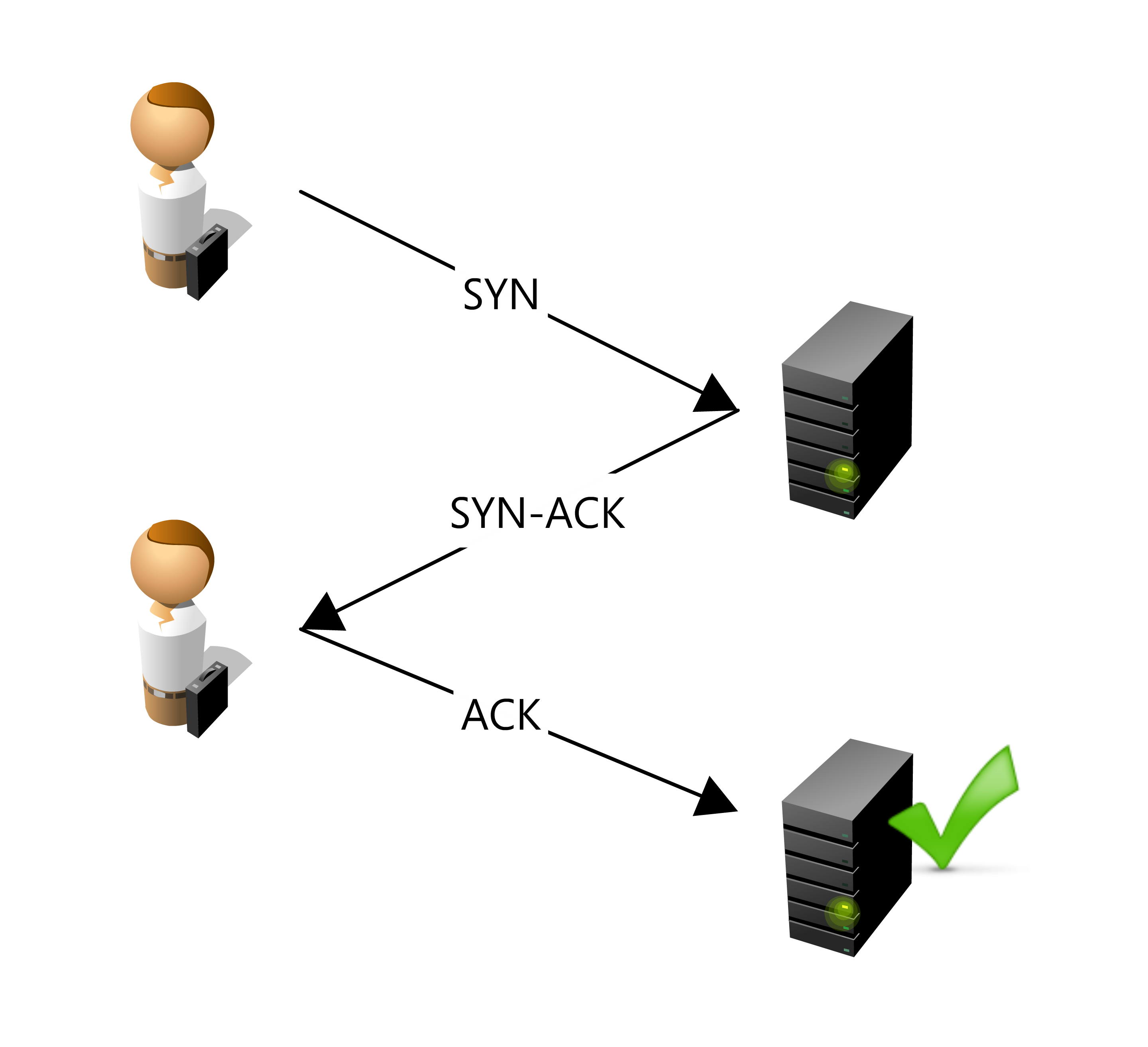
Schéma de l'établissement d'une connexion TCP (Internet) par three-way handshake ; négociation automatique en trois étapes. Le protocole X.25 utilisé par Inmarsat a un fonctionnement similaire.

Selon le New Scientist et le Wall Street Journal, (citant des sources du gouvernement américain), le motoriste de l'avion, Rolls-Royce, aurait reçu des communications ACARS toutes les trente minutes pendant six heures, ce qui impliquerait que l'avion soit resté en vol pendant sept heures après son silence radio.
Alors que la Malaisie a d'abord démenti ces informations, la société de communication par satellites britannique Inmarsat lui indique le 12 mars que le système satellite du Boeing s’est reconnecté une heure après la perte de contact puis a échangé des signaux horaires, improprement appelé pings par les médias jusqu’à sept heures après la coupure du transpondeur.

### Réponse du contrôle de la circulation aérienne
À 1 h 38, le centre de contrôle régional (ACC) de Ho Chi Minh a contacté le centre de contrôle régional de Kuala Lumpur pour s’enquérir de l’endroit où se trouvait le vol 370 et a informé Kuala Lumpur que l’ACC n’avait pas établi de communication verbale avec le vol 370, qui a été détecté pour la dernière fois par radar au point de cheminement BITOD. Les deux centres ont échangé quatre autres appels au cours des 20 minutes suivantes, sans nouvelle information. 

### Perte présumée
Malaysia Airlines a publié un communiqué de presse à 7h24 MYT le 8 mars, une heure après l’heure d’arrivée prévue du vol à Pékin, indiquant que la communication avec le vol avait été perdue par l’ATC malaisien à 02h40 et que le gouvernement avait lancé des opérations de recherche et de sauvetage.

### Synthèse des échanges avec l'avion
| Temps écoulé (HH:MM) | Heure    | Heure  | Événement |
| Temps écoulé (HH:MM) | MYT      | UTC    | Événement |
| -------------------- | -------- | ------ | --- |
| moins 00:42          | 8 mars   | 7 mars | Le système satellite de l'avion envoie une demande log-on au réseau satellite Inmarsat. Démarrage électrique de l'avion |
| moins 00:42          | 00:00    | 16:00  | Le système satellite de l'avion envoie une demande log-on au réseau satellite Inmarsat. Démarrage électrique de l'avion |
| 00:00                | 00:41    | 16:41  | Décollage de l'aéroport international de Kuala Lumpur |
| 00:20                | 01:01    | 17:01  | L'équipage confirme une altitude de 35 000 pieds (10 700 m) |
| 00:26                | 01:07:48 | 17:07  | Deuxieme et dernière transmission de données de l'ACARS. |
| 00:26                | 01:07:56 | 17:07  | Le commandant de bord confirme inutilement une deuxième fois l'altitude de 35 000 pieds |
| 00:38                | 01:19    | 17:19  | Dernier contact vocal avec le contrôle aérien malaisien, |
| 00:40                | 01:21    | 17:21  | Dernier contact radar civil (secondaire, par transpondeur) à 6° 55′ 15″ N, 103° 34′ 43″ E. Information d'altitude manquante, |
| 00:41                | 01:22    | 17:22  | Transpondeur et ADS-B coupés |
| 00:49                | 01:30    | 17:30  | Appel radio par un autre avion à la demande du contrôle aérien vietnamien. La radio fonctionne. Pas de contact vocal en retour ; « murmures et crépitements ». |
| 00:56                | 01:37    | 17:37  | Le message ACARS, attendu chaque demi-heure, n'est pas envoyé |
| 01:11                | 01:52    | 17:52  | Le téléphone portable du copilote borne sur l'île de Penang |
| 01:40                | 02:22    | 18:22  | Dernier contact par les radars militaires malaisiens, 200 milles (370 km) au nord-ouest de Penang |
| 01:43                | 02:25    | 18:25  | Le système satellite (SDU) de l’avion envoie une requête d'authentification au satellite Inmarsat-3 F1 qui sera suivi par 6 autres requêtes, une par heure. Rétablissement de l’électricité, |
| 01:59                | 02:40    | 18:40  | Appel téléphonique de Malaysia Airlines. Pas de réponse mais le SDU accuse réception |
| 05:49                | 06:30    | 22:30  | Arrivée théorique à Pékin |
| 06:33                | 07:14    | 23:14  | Deuxième appel téléphonique de Malaysia Airlines. Pas de réponse mais le SDU accuse réception |
| 06:43                | 07:24    | 23:24  | Malaysia Airlines annonce l'absence de l'avion aux médias |
| 07:30                | 08:11    | 8 mars | Dernier ping horaire reçu par le satellite Inmarsat-3 F1, |
| 07:30                | 08:11    | 00:11  | Dernier ping horaire reçu par le satellite Inmarsat-3 F1, |
| 07:37                | 08:19:29 | 00:19  | Émission imprévue d'une requête d'authentification, venant de l'avion,. Probablement due à la brève coupure d’électricité entre l’extinction du dernier moteur et le démarrage du générateur auxiliaire APU,                                                                                      |
| 07:37                | 08:19:37 | 00:19  | Le SDU de l'avion envoie un accusé réception à la réponse de la station Inmarsat au sol au log-on ; c'est la dernière communication du vol MH370 à 08:19:37,443. Position évaluée par Inmarsat le 23 mars : 34° 07′ 00″ S, 93° 00′ 00″ E « au milieu de l'Océan Indien, à l'ouest de Perth […] ». |
| 07:49                | 08:30    | 00:30  | Les médias annoncent que l'avion est manquant |
| 08:34                | 09:15    | 01:15  | Le satellite Inmarsat fait une demande de ping vers l'avion, il n'obtient pas de réponse |

### Premières réactions

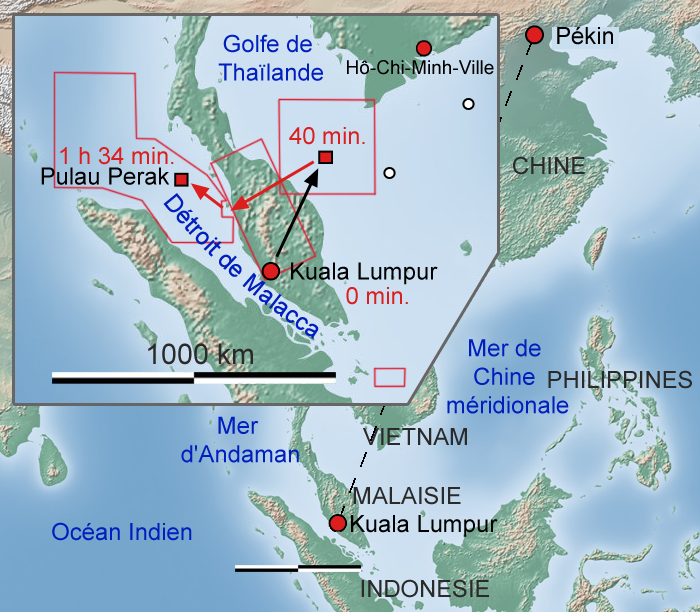
Itinéraire Kuala Lumpur – Pékin. La carte en haut à gauche montre les premières zones de recherche et le trajet suivi. Les petits carrés rouges représentent les contacts radars. Les petits cercles, des zones où des débris supposés ont été signalés.

En l'absence de signal de détresse ou d'autres indications signalant un problème, la thèse de la désintégration brutale de l'appareil est privilégiée par les enquêteurs, les autorités évoquant une piste terroriste. Cette piste est renforcée le lendemain de la disparition par la découverte de l'utilisation de deux passeports volés, entraînant l'ouverture d'une enquête pour terrorisme. Identifiés quelques jours plus tard par Interpol et les polices thaïlandaise et malaisienne, les passagers voyageant avec ces passeports ne seraient liés à aucun groupe terroriste et voulaient immigrer en Allemagne en passant par Pékin,,.

## Recherches

### Mers de Chine et d'Andaman

Carte des zones de recherches du vol MH370 entre le 8 et le 16 mars. Ces zones sont situées autour des derniers endroits où il est détecté par les radars, en mer de Chine et en mer d'Andaman.

Aucun avion ne s'étant écrasé au sol, les premières opérations de recherche se concentrent sur la mer de Chine méridionale, selon la dernière position connue de l'avion. Plusieurs débris et des traînées de carburant d'origine inconnue sont repérés dans la zone le 8 mars, semblant confirmer l'hypothèse d'une destruction de l'avion peu après son décollage,, mais leurs analyses ont démontré qu'ils n'appartenaient pas à un avion,.
Dès le 9 mars, l'analyse des données des radars malaisiens indique aux enquêteurs que l'avion pourrait avoir viré vers l'ouest, semblant amorcer un demi-tour. Les recherches sont étendues vers la mer d'Andaman, dans l'océan Indien, près de la frontière thaïlandaise,,. La zone couverte est passée de 50 à 100 mille marins autour de la dernière position connue de l'avion et s'étend désormais, notamment, dans le détroit de Malacca le long de la côte ouest de la péninsule Malaise,,.
Une large coopération internationale est mise en place pour retrouver l'appareil et ses passagers. En date du 10 mars, une dizaine de pays ont affecté 37 avions et 43 navires aux recherches,,, y compris la Chine, qui envoie ses navires de guerre à la recherche de débris du vol, et la flotte navale américaine, qui détache des unités vers cette zone périphérique au rayon de recherche, comprenant de nombreuses petites îles inhabitées.
Le 12 mars, la Chine annonce avoir détecté, sur une image satellite datant du 9 mars, trois objets flottants groupés sur la mer à un endroit qui correspond à la zone où le contact avec le vol a été perdu, les autorités vietnamiennes annoncent le lendemain n'avoir trouvé aucune trace de l'appareil sur place.

### Poursuite du vol après la désactivation des systèmes

Carte des recherches du vol MH370. Le cercle rose représente le rayon d'action de l'appareil au moment de sa disparition. Les deux arcs rouges correspondent aux couloirs de recherches définis à la suite de l'analyse du dernier ping reçu par Inmarsat en provenance de l'appareil. En bleu, les zones successives de recherches approfondies.

Le 15 mars 2014, les informations avancées par le premier ministre malaisien, Najib Razak, indiquent qu'il y a eu un changement de trajectoire après le blackout « délibéré » par silence radio, qu'il y a bien eu un changement de cap de l'avion, que celui-ci résulte d'une « action délibérée » ayant eu lieu hors de portée de la couverture radar militaire de l'île de Penang. Il ajoute que les systèmes de transmission de données de l'appareil « ont été désactivés », mais que des contacts satellitaires indiquent que l'avion aurait continué à voler pendant plus de six heures après avoir disparu des écrans radars,.
Dans les premiers jours, et dans un contexte sécuritaire marqué par le terrorisme, l'hypothèse d'un détournement de l'appareil est privilégiée par la presse qui fait porter les premiers soupçons sur le commandant de bord, Zaharie Ahmad Shah. Celui-ci possédait à son domicile un simulateur de vol, dont une partie des données avaient été effacées début février, et que les autorités malaisiennes ont demandé au FBI d'analyser. Selon un rapport confidentiel malaisien cité par le New York Magazine, quelques semaines avant le vol il aurait simulé un vol ressemblant à celui emprunté par le vol MH370 depuis la section cargo de l'aéroport de Kuala Lumpur.
Le Premier ministre malaisien explique que la Malaisie met fin à ses recherches dans la mer de Chine méridionale et examine le redéploiement de ses forces.
Sur la base du dernier handshake reçu par le satellite Inmarsat, en orbite géostationnaire au-dessus de l'océan Indien, en provenance de l'appareil et de la distance induite, deux couloirs de recherches sont définis : l'un dans l'océan Indien, l'autre par le nord de l'Inde, dans la direction du Turkménistan en Asie centrale, limite d'autonomie de vol,.

### Recherches dans l'océan Indien

Facteurs contributifs du BFO

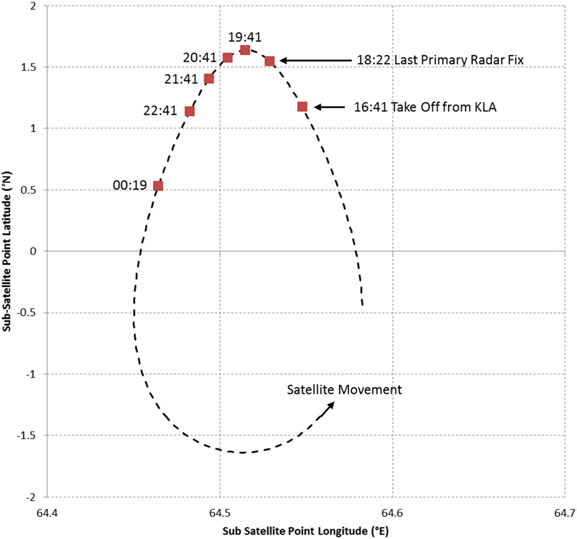
Déplacement apparent du satellite Inmarsat-3 F1 durant le vol 370. Au moment du décollage et du dernier contact radar primaire, la position de l'avion est connue (temps UTC).

Le 17 mars, le Kazakhstan fait savoir que l'appareil n'a pas été détecté sur son territoire. Le 18 mars, la Chine entame des prospections sur son territoire. Aucune trace de l'avion n'est découverte sur l'arc nord.
L'Australie a annoncé, le 20 mars 2014, le repérage d'objets flottants dans les environs de la zone de recherche sud, sans pouvoir confirmer s'ils appartenaient à l'avion. Le même jour, un navire marchand norvégien s'est dérouté pour fouiller la zone, et quatre avions australiens, néo-zélandais et américains l'ont survolée. Dans des conditions météorologiques difficiles, les objets n'ont pu être localisés.
Le satellite Inmarsat-3 F1, vieillissant, a une orbite légèrement inclinée et n’est plus parfaitement géostationnaire, il tourne en 24 heures autour de sa position nominale ; ce qui s’est avéré un avantage à défaut d’avoir deux satellites. Lors de la première connexion à minuit MYT sur le tarmac de l’aéroport de Kuala Lumpur, peu avant le décollage, la position de l’avion est exactement connue et la vitesse est nulle. Lors de la reconnexion à 02:25 MYT, 18:25 UTC, la position et la vitesse peuvent être estimées par le dernier contact radar militaire deux minutes plus tôt. En intégrant le mouvement du satellite dans leurs calculs, les analystes d’Inmarsat ont pu effectuer une sorte de triangulation et déterminer que l’avion se dirigeait vers le sud avec une vitesse et un cap stable ; probablement en pilote automatique. Lors de la dernière connexion à 08:19 MYT, la position évaluée de l'avion est 34° 07′ 00″ S, 93° 00′ 00″ E. Cette analyse a été transmise aux autorités malaisiennes le 23 mars.
Sur la base des recherches d'Inmarsat et de l'Air Accidents Investigation Branch, le service britannique des enquêtes sur les accidents aériens, Malaysia Airlines et le Premier ministre malaisien Najib Razak annoncent le 24 mars que la dernière position connue de l'appareil se trouvait dans le couloir sud, « au milieu de l'Océan Indien, à l'ouest de Perth […] loin de toute zone possible d'atterrissage ». Bien qu'aucun débris de l'avion n'ait été retrouvé à cette date, le vol MH370 est dès lors considéré par les autorités civiles malaisiennes et la compagnie, comme « perdu et […] aucune des personnes à bord n'a survécu ».

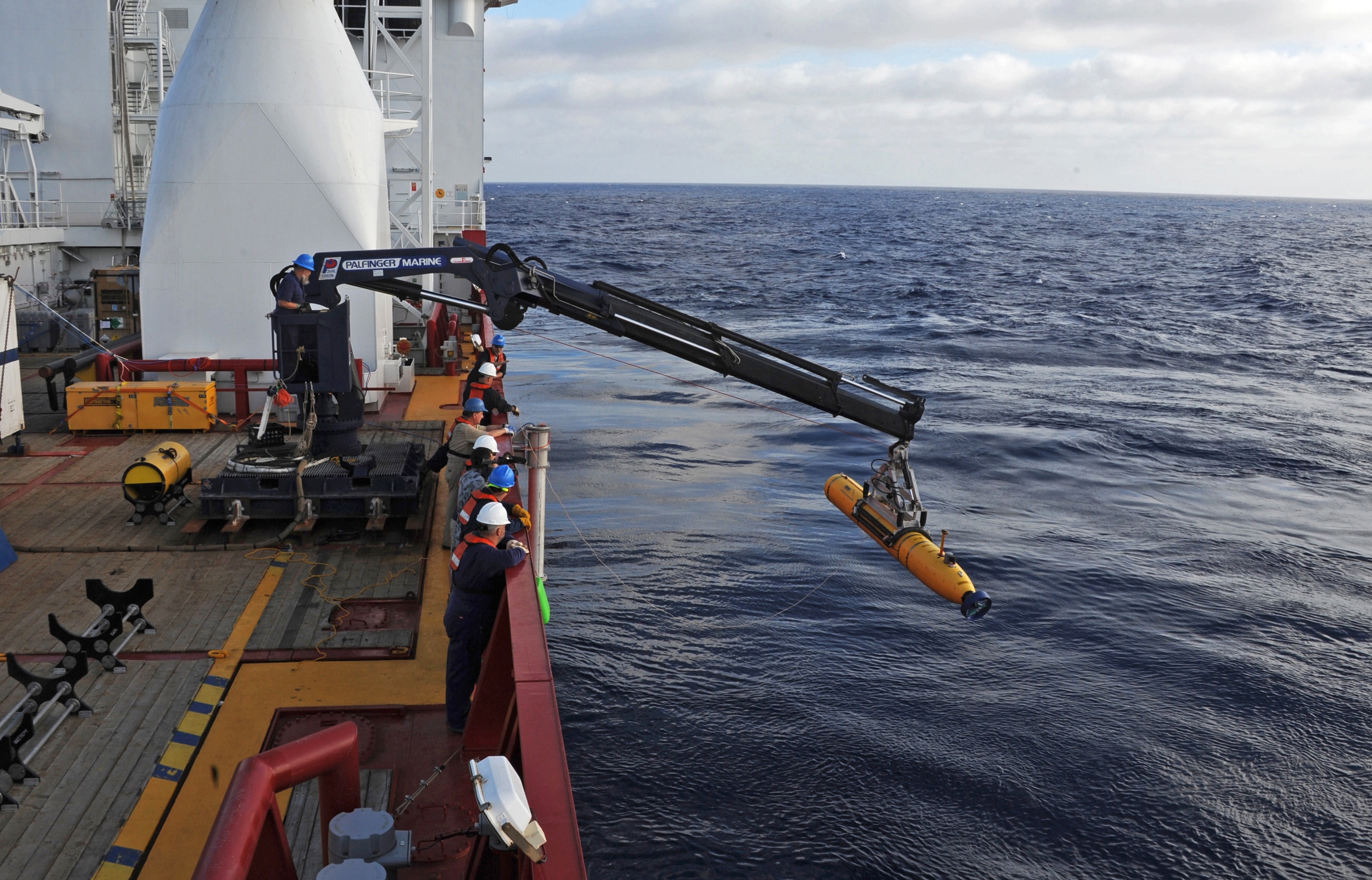
L'Ocean Shield met à l'eau le véhicule sous-marin Bluefin-21, le 14 avril 2014.

Le navire australien de détection acoustique sous-marine ADV Ocean Shield et une douzaine de navires sont envoyés dans la zone supposée du crash. À partir du 5 avril, l'Ocean Shield détecte à plusieurs reprises des signaux acoustiques pouvant être « compatibles avec les caractéristiques d'un enregistreur de vol » selon Angus Houston, responsable des opérations de recherches de l'appareil. La fréquence de ces signaux n'étant pas rencontrée à l'état naturel, leur détection renforce les enquêteurs dans l'idée qu'ils sont « tout près » de la position probable de l'appareil, bien que l'on ne puisse établir avec certitude l'origine de ces signaux.
À partir du 14 avril, le robot sous-marin Bluefin-21, équipé d'un sonar, plonge dans la zone où ont été captés les signaux acoustiques, où une nappe de carburant a été repérée, mais les recherches sont infructueuses.
Fin mai 2014, le Centre de coordination international des recherches annonce que « la zone [de 850 km2 où se sont concentrées les recherches] (pouvait) être exclue comme étant l'endroit où le vol MH370 s'est abîmé ». On prévoit dès lors une nouvelle analyse des données pouvant déboucher sur la définition d'une zone de recherche allant jusqu'à 60 000 km2.
Le 26 juin 2014, le gouvernement australien rend public un rapport d'investigation de 64 pages émis par l'Australian Transport Safety Bureau dans lequel sont étayés les plans de recherches qui débuteront à partir du mois d'août.
Le 22 juillet 2016, les ministres de trois pays engagés dans les recherches annoncent que les espoirs de le retrouver s'amenuisent et que les recherches seront bientôt suspendues, à moins d'un rebondissement. Le 17 janvier 2017, les autorités des trois pays annoncent la suspension des recherches, l'avion n'ayant pas été localisé dans la zone de douze mille kilomètres carrés où elles étaient effectuées[réf. nécessaire].

### Recherches par satellites

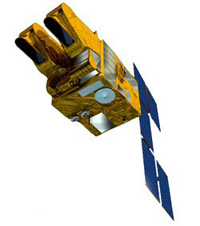
Satellite Spot-5.

Dès les premiers jours de la disparition de l'avion, la Chine fait appel à l'aide d'autres pays dans le cadre de la Charte internationale Espace et catastrophes majeures. Le 11 mars, les pays adhérents à la Charte acceptent la demande d'aide bien qu'ils estiment « que cette disparition d'avion ne constituait pas une catastrophe telle que définie par la Charte, telle qu'un ouragan, un tsunami ou un tremblement de Terre ». Dans ce cadre, les équipes du ministère français de la Défense basées à Creil analysent les données des satellites français Spot-5, Spot-6 et Pleiades 1A et Pleiades 1B. Les satellites optiques et radars placés en orbite basse détectent des objets flottants « en trop grande quantité pour que cela soit normal », selon l'expression de Marc Pircher, directeur du Centre spatial de Toulouse.
L'Allemagne a de son côté mobilisé le satellite radar TerraSAR-X. Aux États-Unis, DigitalGlobe, le partenaire privé de l'US Geological Survey (USGS) met en œuvre ses cinq satellites (46 à 82 cm de résolution) couvrant plus de trois millions de kilomètres carrés par jour par bandes de 11 à 18 km de large. Le traitement de ces images est confié à sa filiale Tomnod, plateforme participative permettant à 2,5 millions d'internautes de scruter les images collectées à la recherche de débris. De son côté, la Chine annonce aussi la mise en œuvre de vingt-et-un satellites mais une première image prise le 9 mars en mer de Chine du Sud s'avère être une fausse piste.
Les images et échos radars repérés par tous ces satellites sont transmis à l'administration météorologique chinoise qui reçoit aussi les informations collectées par des satellites de surveillance des océans[réf. nécessaire].
Le 17 août 2017, il est annoncé que des photos de satellites de reconnaissance militaires français de débris flottants ont été transmises aux autorités australiennes deux semaines après le crash,.

### Campagne de 2014
En octobre 2014, les recherches entrent dans une nouvelle phase. Les gouvernements malaisien et australien mandatent deux sociétés spécialisées pour engager de nouvelles investigations. Après avoir participé à la première phase des recherches — la cartographie de la zone — le groupe néerlandais Fugro est sélectionné par le gouvernement australien pour poursuivre les investigations. Le gouvernement australien qui a alloué 60 millions de dollars australiens (41,7 millions d'euros) pour ces recherches, a délimité une zone probable d'impact de 60 000 kilomètres carrés. Rob Luijnenburg, directeur opérationnel et de la communication de Fugro, affirme que « l'opération est très compliquée » mais que les appareils utilisés « sont suffisamment performants et précis pour le faire ». Le 3 juin 2015, le JACC (en) fait savoir que la zone d'exploration ne serait pas étendue, laissant entrevoir un possible abandon des recherches.

### Campagne de 2016
Selon un rapport officiel du Bureau australien de la sécurité et des transports (ATSB) publié le 20 décembre 2016, l'épave du vol MH370 de Malaysia Airlines disparu en 2014, ne se trouverait probablement pas dans la zone actuelle de recherches de l'océan Indien, celle-ci ayant été intégralement analysée. Les résultats des schémas de modélisation de la dérive des débris tendraient à montrer que l'avion se trouverait dans une zone de 25 000 km2 au nord de la zone de recherche sous-marine actuelle.
Les recherches sont officiellement suspendues le 17 janvier 2017.

### Campagne de 2018
En octobre 2017, les autorités malaisiennes prennent la décision de reprendre les recherches de l'avion qui sont confiées à l'entreprise américaine Ocean Infinity. Le 3 janvier 2018, le navire Seabed Constructor quitte Durban pour faire ses recherches, dont on peut suivre la progression sur le site web MarineTraffic, celui de MH370 CAPTIO, et sur Facebook avec des informations très détaillées et des schémas animés.
Le 23 mai 2018, le ministre des Transports de la Malaisie annonce que la recherche du vol 370 de Malaysia Airlines se terminerait la semaine suivante « Le ministre des Transports, Anthony Loke, a déclaré mercredi que l'accord de recherche de 90 jours avec Ocean Infinity devait se terminer en avril, mais a été prolongé deux fois jusqu'au 29 mai à la suite de la demande du cabinet « Il n'y aura plus d'extensions, il ne pourra pas continuer indéfiniment, attendons le 29 mai et nous déciderons ensuite comment procéder » ».
Le 1er juin, les recherches se poursuivent. En octobre 2018, les enquêteurs chargés du dossier indiquent qu'ils espèrent pouvoir se rendre aux États-Unis pour enquêter auprès de Boeing, du FBI, et d'une société qui commercialise un logiciel lié à l'antenne Satcom qui communique avec le satellite Inmarsat.

### Campagne de 2025
Le 13 décembre 2024, le gouvernement malaisien a accepté sur le principe la proposition d'Ocean Infinity de poursuivre les investigations dans une nouvelle zone estimée à 15'000 kilomètres carrés dans le sud de l'océan Indien.
Le gouvernement malaisien ne paiera rien à la compagnie si elle ne retrouve pas l'avion, aux termes de l'accord portant sur 18 mois.
Ocean Infinity ont convaincus le gouvernement malaisien qu'ils "étaient prêts" a relancer les recherches. C'est pourquoi le gouvernement malaisien poursuit dans cette voie.

### Retombées géologiques des recherches
Bien qu'infructueuses, les recherches ont néanmoins conduit à l'acquisition de données géophysiques qui décrivent le fond des océans et son évolution avec un niveau de détail rarement atteint. Les échosondages (en) réalisés entre juin 2014 et juin 2016 ont en effet permis de produire des cartes détaillées du plancher océanique et des recouvrements sédimentaires dans une zone couvrant environ 279 000 km2 du Sud-Est de l'océan Indien. Alors que les cartes antérieures avaient une résolution supérieure à 5 km2 (contre un maximum de 0,025 km2 pour les zones terrestres les moins bien cartographiées), les nouvelles cartes permettent de résoudre des détails de moins de 0,01 km2 (la taille d'un terrain de football). Le fond de l'océan Indien est une mosaïque complexe (croûte océanique normale, plateaux océaniques et dorsales, monts sous-marins, collines et microcontinents), qui résulte de différents processus (expansion des fonds océaniques, sauts de dorsale, trapps et points chauds). On observe notamment, dans le fossé d'effondrement qui sépare aujourd'hui Broken Ridge (en) du plateau des Kerguelen (une unique province magmatique au Crétacé), des escarpements de plus de 1 000 m de dénivelé, des pentes atteignant 67°, et des blocs basculés de 12 à 25 km de large soulevés de plus de 1 200 m. On a aussi découvert une dépression de 90 km de diamètre et 500 m de profondeur, avec les restes de coulées de débris et de cônes d'éboulis longs de plus de 150 km.

### Relance des recherches
En mars 2019, au moment où les familles de passagers marquent le cinquième anniversaire de la disparition, le ministre malaisien des Transports déclare être ouvert à toutes propositions pour relancer les recherches. En mars 2022, le directeur général d'Ocean Infinity déclare vouloir reprendre les recherches, initiative approuvée par le directeur du programme de recherche initial dirigé par le Bureau de la sécurité des transports australien.
Dix ans après la tragédie, le Premier ministre malaisien Anwar Ibrahim n'écarte pas une éventuelle reprise des recherches : « S’il y a des preuves convaincantes qu’il faut les relancer, nous serons, sans aucun doute, heureux de le faire ».
Le 24 février 2025, Ocean Infinity reprend les recherches dans une nouvelle zone d'environ 15 000 km2 du sud de l'océan Indien. Selon son accord avec le gouvernement malaisien, portant sur une période de 18 mois, celui-ci ne paiera rien si l'avion n'est pas retrouvé.

## Découvertes de débris

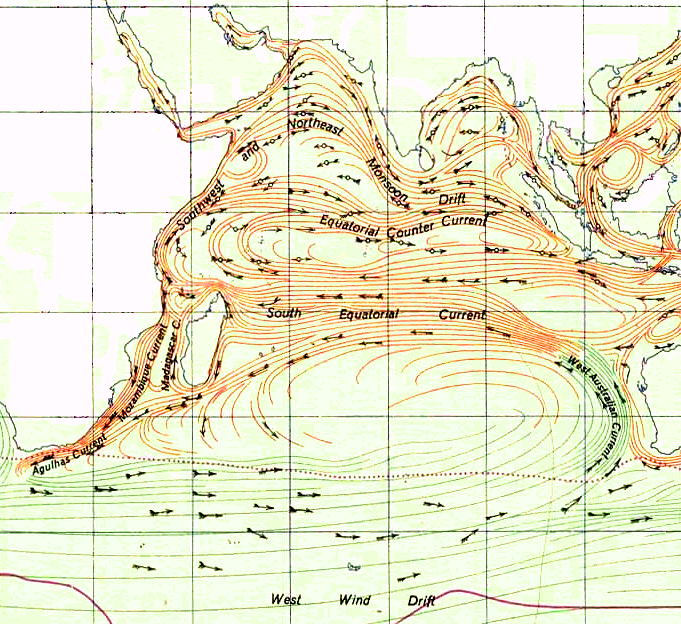
Courants dans l'océan Indien.

### Flaperon à La Réunion
Le 29 juillet 2015, un débris est découvert à la plage de Saint-André, sur la Côte-au-vent de l'île de La Réunion. La pièce est emportée à Toulouse pour y faire l'objet d'un examen approfondi. Au terme d'un premier examen, le Premier ministre malaisien intervient publiquement pour affirmer que l'aileron haute-vitesse appartient bien au Boeing 777 qui assurait le vol MH370. Peu après, le procureur adjoint du parquet de Paris, Serge Mackowiak, intervient à son tour mais avec plus de prudence : il évoque de fortes présomptions permettant de considérer que la pièce appartient bien à l'avion disparu, mais qui restent à confirmer par des analyses complémentaires. C'est finalement le 3 septembre 2015 que le parquet confirme que le flaperon retrouvé sur une plage de La Réunion provient du Boeing 777 disparu.

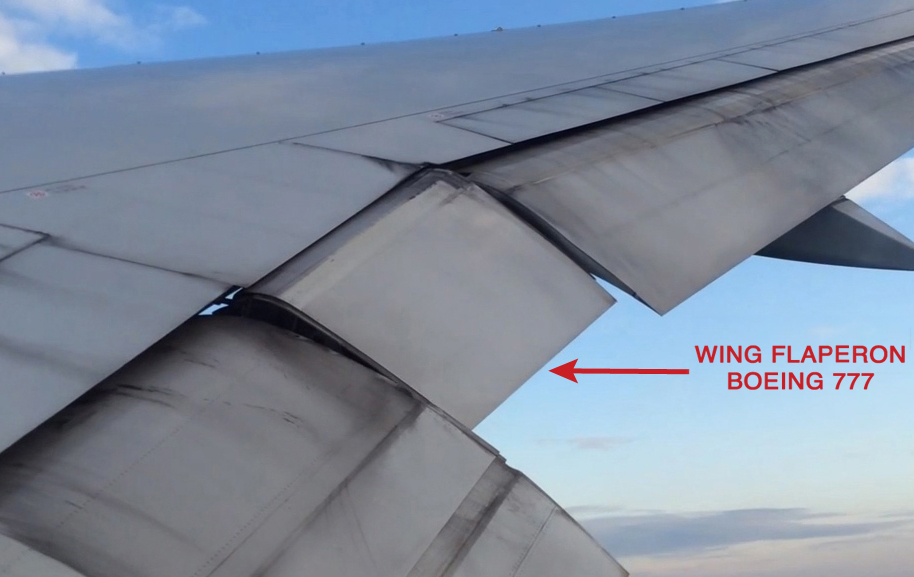
Flaperon d'un Boeing 777.

Son expertise a été réalisée au laboratoire DGA techniques aéronautiques de la Direction générale de l'armement à Balma. Les experts n'ont pas retrouvé la plaque d'identification du flaperon. En revanche, il a été trouvé une pièce détachée du flaperon portant un numéro de série d'une commande de la Malaysian Airlines et qui est fabriquée par un sous-traitant espagnol d'Airbus Défense. Le flaperon est constitué d'une résine plastique, ce qui lui assure une bonne flottabilité et « son état relativement bon permet d'espérer que l'avion ne s'est pas désintégré au moment de l'impact avec la mer ».
Cette découverte confirme la disparition dans l'océan Indien de cet avion. La modélisation des courants marins permet de préciser la localisation de l'épave, cohérente avec la localisation donnée par les satellites.

### Au Mozambique
En décembre 2015, un adolescent sud-africain, en vacances au Mozambique, trouve un débris d'un mètre de long sur une plage. Mais ce n'est qu'après la médiatisation de la découverte d'une seconde pièce en février 2016 que la famille de l'adolescent contacte les autorités. Les deux pièces sont alors acheminées en Australie pour expertise. Le 19 avril 2016, l'Agence australienne de sécurité des transports (ATSB) confirme que les deux débris proviennent du Boeing. L'un est une partie d'un volet de stabilisation situé sous l'aile droite de l'avion et l'autre un morceau de la dérive arrière. L'identification a été possible grâce au style et à la police du numéro qu'elles portaient, car ils correspondent à ceux de Malaysia Airlines.

### Campagne de recherche privée
À la suite de la découverte de débris sur les côtes est-africaines, et en l'absence de recherche systématique, une association de proches de victimes et de volontaires, Voice370, s'organise en octobre 2016 pour réaliser une telle recherche sur le littoral africain, notamment au Mozambique et à Madagascar.

### Autres débris
Un stabilisateur arrière retrouvé en juin 2016 sur l'île de Pemba en Tanzanie est confirmé avoir appartenu à l'avion en septembre 2016,. En octobre de la même année, des débris sont découverts sur l'île Maurice.
Le rapport final malaisien du 27 juillet 2018 liste la totalité des débris retrouvés. Ceux-ci ont tous été trouvés dans l'ouest de l'océan Indien, sur les côtes est de l'Afrique du Sud, du Mozambique, de Tanzanie, de Madagascar, de l'île de la Réunion, et de l'île Maurice.

## Enquête

### Hypothèses

#### Crash au sud du golfe de Thaïlande
L'hypothèse d'un crash proche de l'endroit de la perte de contact transpondeur a été rapidement écartée par les enquêteurs qui font valoir que dans ce cas, de nombreux débris auraient dû être retrouvés pendant les quatre premiers jours de recherches à cet endroit et, ultérieurement, sur le pourtour du golfe de Thaïlande. Elle est également incompatible avec la trajectoire reconstituée à partir des détections de radars primaires.

#### Acte terroriste
Dans les jours suivant la disparition de l'avion, l'hypothèse d'une action terroriste est privilégiée par la presse. Celle-ci évoquant des extrémistes musulmans malaisiens ou indonésiens affiliés à Al-Qaïda, ou encore des citoyens chinois en lien avec l'attentat islamiste ouïgour en gare de Kunming du 1er mars 2014 ou l'attentat-suicide d'Ürümqi du 22 mai suivant.

« Une autre hypothèse en vogue imagine que l'avion, qui prenait la direction de l'océan indien, se dirigeait vers la base aérienne américaine de Diego Garcia, située sur un atoll isolé. Le vol MH370 aurait alors été piraté par des terroristes, et finalement détruit par un missile sol-air, défendant la base, qui figure sur la liste des « sites secrets » utilisés par la CIA, notamment pour détenir des suspects. Dans un premier temps, divers éléments viennent renforcer ces soupçons, puisque deux passagers iraniens voyageaient avec des passeports européens volés et qu'ils n'auraient pas dû embarquer dans l'avion.
Toutefois, ces hypothèses n'ont pas été retenues par les États qui dirigent les recherches de l'avion depuis deux ans. L'Australie, la Malaisie et la Chine, les trois pays qui ont perdu le plus de ressortissants dans le crash, ont annoncé que les recherches seront bientôt suspendues. »

— Pierre Jova, Le Figaro
 La présence de deux Iraniens présents à bord qui voyageaient avec des passeports volés a dans un premier temps alimenté la piste terroriste. Ils tentaient en fait de rejoindre l'Europe par une filière d'immigration clandestine. La direction d'Interpol déclare qu'elle est encline à penser qu'il ne s'agissait pas d'un attentat et cette hypothèse n'est pas privilégiée, même si elle est relancée régulièrement dans les médias, notamment en novembre et décembre 2014,.

#### Incendie et dépressurisation
Le 26 juin 2014, les autorités australiennes estiment qu'au regard de sa trajectoire à travers l’océan Indien l’appareil était « très probablement » en pilote automatique jusqu’à ce qu’il se retrouve à court de carburant et que la chaîne des évènements correspond typiquement à une hypoxie de l'équipage à la suite d'une dépressurisation de l'appareil qui les aurait rendu inconscients comme ce fut le cas lors du vol Helios Airways 522. L'analyse des perturbations dans la fréquence d'émission des pings émis vers le satellite entre 17 h 35 et 18 h 25 suggère un refroidissement du cristal de quartz du fait d'une dépressurisation qui aurait eu lieu à ce moment.
Le bureau d'enquête australien rappelle qu'un des mécanismes automatiques de protection de l'avion en cas d'incendie consiste en une dépressurisation partielle et temporaire afin d'éteindre l'incendie, mais que ce mécanisme avait causé une dépressurisation totale en 1995 durant les tests. D'après eux, et après analyse des messages ACARS et pings, tout porte à croire que ce mécanisme s'est déclenché. Cependant, une telle dépressurisation pourrait avoir d'autres origines, notamment être directement causée par un incendie, d'après les causes listées précédemment[réf. nécessaire].
En novembre 2016, sur la base de l'étude des débris retrouvés en mer, de modélisation de leur dérive et de simulations de vol, l'Australian Transport Safety Bureau avance que l'avion s'est abîmé en mer, probablement à la suite d'une descente en spirale sous pilote automatique à grande vitesse, excluant un long vol plané suivi d'un amerrissage. L'avion n'aurait pas été piloté et il ne se serait pas désintégré en vol.

### Rapports

#### Rapport préliminaire malaisien demars 2015
Un rapport d'enquête provisoire des autorités malaisiennes est publié le 8 mars 2015. Il privilégie la piste d'une dépressurisation entraînant la mort par hypoxie des passagers et de l'équipage, sans se prononcer sur sa cause. L'avion aurait continué à voler en pilotage automatique jusqu'à épuisement du carburant et sa chute dans le Sud de l'océan Indien.
Pour les enquêteurs australiens également, « une hypoxie de l'équipage apparaît comme la meilleure hypothèse pendant que le MH370 volait vers une direction vers le sud », ce que complète Boeing qui « retient parmi les causes potentielles celle d'une hypoxie ou asphyxie de l'équipage ». La source vraisemblable de cette éventualité serait un feu progressif, émanant de la soute électronique ou d'autres endroits dans l'espace inférieur.
En réponse aux réactions des médias critiquant l’ATSB pour avoir favorisé le scénario de la perte d’oxygène par rapport à un vol contrôlé jusqu’à la fin, le vice-Premier ministre australien Warren Truss a déclaré : « J’ai toujours confirmé qu’il est difficile d’imaginer un scénario qui n’inclut pas un facteur d’intervention humaine. »
Le Defence Science and Technology Group oriente l'enquête vers un problème électrique dégénérant en incendie.
L'avion transportait un chargement de 2 453 kg de matériel électronique dont 221 kg de batteries lithium-ion, qui, selon Christian Roger, auraient pu s'enflammer et intoxiquer l'équipage. De telles batteries avaient provoqué par le passé la perte de deux avions cargo et plus d'une centaine d'incidents graves. Elles étaient fabriquées dans l'usine Motorola de Penang en Malaisie.
L'incident pourrait également être lié à un court-circuit sur le système d'oxygène des pilotes, soit par l'incendie de la soute électronique, soit par l'incendie des batteries au lithium stockées de façon contiguë aux équipements électroniques et aux bonbonnes d'oxygène pour les pilotes. L'incendie comme le court-circuit expliqueraient la coupure des communications par la rupture de l'alimentation électrique des éléments non critiques.
Un tel incendie n'aurait pas provoqué directement la chute de l'appareil, qui a volé longtemps après la perte de contact avec l'équipage, mais il a pu être à l'origine d'un enchaînement catastrophique pour l'avion et ses passagers. Dans cette hypothèse, le système Electrical Load Management System (ELMS) aurait automatiquement coupé l'alimentation électrique de nombreux organes de l'avion avant de les rétablir automatiquement une fois l'incident terminé. L'équipage aurait procédé aux manœuvres d'urgence prévues en cas d'incendie et tenté de ramener l'appareil vers l'aéroport de Penang avant que le feu ne provoque une dépressurisation. Cette dernière, raréfiant l'oxygène éteint l'incendie en même temps qu'elle tue passagers et équipages. L'avion a vraisemblablement été localisé à proximité de Penang où il n'atterrit pas.

#### Recommandations aériennes
À la suite de cet accident, la FAA, Boeing puis Airbus ont émis une alerte et une recommandation contraignante pour les compagnies aériennes, alertant sur le « risque urgent et immédiat » du transport de grande quantité de batterie lithium-ion par avion, celles-ci faisant peser un « risque inacceptable » sur la sécurité du vol. L'incendie de la batterie au lithium du copilote avait été évoquée pour le crash du vol EgyptAir 804.

#### En 2016...
En 2016, les informations publiques fournies par le rapport d'enquête officiel confirment la désactivation des systèmes de communication et un changement de cap. Elles confirment également que l'avion a volé vers le sud pendant plusieurs heures avant de s'y abîmer. Cependant, elles ne confirment aucune action volontaire de l'équipage dans ce comportement qui a pu résulter d'une panne généralisée et qui est l'hypothèse privilégiée des enquêteurs. Elles ne confirment pas non plus les multiples changements de cap et l'évitement des radars qui avaient été avancés dans un premier temps. Elles ne confirment qu'un seul changement de cap qui a pu résulter d'un déroutement de la part du pilote vers un aéroport de secours, renforçant l'hypothèse d'un vol sur pilote automatique jusqu'à épuisement du carburant dans le Sud de l'océan Indien,[citation nécessaire].

#### Rapport d'enquête malaisien de juillet 2018
Publié le 30 juillet 2018, le rapport d'enquête malaisien conclut que la commission d'enquête n'a pas pu déterminer la cause de la disparition du MH370, en l'absence de la découverte de l'épave et des enregistreurs de vol.
Selon le rapport, les hypothèses d'une avarie ou d'un problème lié au fret transporté sont écartées. Le demi-tour aurait été fait en pilotage manuel. La trajectoire suivie jusqu'au virage vers le sud sont difficilement imputables à des problèmes techniques, mais il n'a pas été établi si l'avion était piloté par quelqu'un d'autre que les pilotes et indique que « la possibilité d’un détournement par un ou des passagers ne peut pas être exclue ».
À la suite d'éléments du rapport faisant état de défaillances du contrôle aérien en Malaisie ainsi qu'au Viêt Nam, Azharuddin Abdul Rahman, directeur général du Département de l'aviation civile de Malaisie, démissionne le 31 juillet 2018.

### Enquête française
Le 6 août 2018, à la demande de la justice française, la section de recherches de la gendarmerie des transports aériens (SR-GTA) poursuit son enquête : elle est le dernier pays à le faire. La présence de victimes françaises dans le vol MH370 autorise le pays à mener une enquête de son côté et vérifier, selon la presse, « un rapport imprécis et ambigu ». Il s'agit essentiellement d'examiner les données techniques collectées, y compris satellitaires.
En juillet 2019, Le Parisien donne des informations sur le déplacement de la commission d'enquête aux États-Unis chez Boeing : « Toutes les données recueillies ont été placées sous scellés et ne pourront pas être versées au dossier. En revanche, les enquêteurs pourront exploiter ce support dans leurs rapports ; ils sont repartis avec une masse considérable d'informations à traiter, dont les données satellites de l'avion. »

## Autres théories
La disparition du MH370, qui demeure un des plus grands mystères de l’aviation civile moderne, continue de susciter dans le monde entier un vif intérêt de la part de passionnés désireux d'apporter leur contribution à la résolution de l'énigme.

### Détournement vers l'île Christmas
Selon cette hypothèse, l'avion aurait été détourné vers l'île Christmas, où l'auteur du détournement aurait voulu se poser afin de demander à l'Australie la libération de Chinois emprisonnés, les passagers de l'avion servant d'otages. C'est la thèse soutenue en 2016 par Christophe Naudin, Jean-Marc Garot, Michel Delarche,, puis par l'équipe Captio (Constraints on Alternative Piloted Trajectories in the Indian Ocean), en collaboration avec les ingénieurs d'Inmarsat.
L'avion aurait été piloté durant tout son vol, les pertes de communications étant volontaires ainsi que l'évitement des radars, il aurait contourné l'île de Sumatra en direction du sud-est. Volant à basse altitude, la plus forte consommation de carburant aurait abouti à une panne sèche suivie d'une tentative d’amerrissage au sud-est de l'objectif. L'avion aurait finalement amerri dans l'océan Indien , au sud-est de l'île Christmas.
La trajectoire compatible avec données d'Inmarsat correspond à une descente progressive en virage vers une altitude basse, alors que la trajectoire vers le sud de l'océan Indien correspond à un vol à haute altitude en ligne droite (cependant, elle est jugée improbable par la plupart des commentateurs dont Xavier Tytelman, qui analysent qu'elle est particulièrement délicate à suivre et qu'elle suppose que le pilote ait anticipé que les données satellite seraient utilisées pour reconstituer la trajectoire de l'appareil).

### Détournement vers l'Australie
Une hypothèse similaire, émise en 2021 par Jean-Luc Marchand et Caption, est celle d'un détournement vers la base de Learmonth, en Australie, qui aurait également échoué par manque de carburant entre 15,7° et 17,5° de latitude sud.

### Éléments à l'appui du suicide du pilote
Plusieurs experts soutiennent l'hypothèse d'un suicide du pilote.
Plusieurs versions de cette théorie existent, avec un écrasement volontaire (Larry Vance) ou un amerrissage au sud des zones de recherches considérées (Jean-Luc Marchand et Patrick Blelly). Ces hypothèses se fondent sur les débris retrouvés, sur les manipulations qui ont pu être nécessaires au pilotage de l'avion avec une réduction de la disponibilité électrique et sur la remise à zéro des données de l'ordinateur de bord. Leur rapport, d'une centaine de pages, a été transmis au BEA, pour encourager les Australiens à reprendre des recherches dans cette nouvelle zone.
Le suicide du pilote a également été soutenu par le New York Magazine sur la base d'un rapport du FBI qui indiquait que le commandant Zaharie Ahmad Shah, avait mené un exercice de simulation de vol sur une trajectoire similaire, quelques semaines avant le crash. Les causes de ce suicide seraient d'ordre familial. Pilote émérite et instructeur, ayant 33 ans d'expérience, Zaharie Ahmad Shah militait dans le Parti de la Justice Populaire (Keadilan ou PKR) menée par Anwar Ibrahim dans l'opposition à cette époque.   La belle-fille de ce dernier serait apparentée au commandant de bord, selon la presse malaisienne.

« [...] Zaharie Ahmad Shah avait exprimé son désarroi à la suite des condamnations d'Anwar Ibrahim. Cette attitude est venue alimenter le soupçon d'une vengeance de sa part, ou d'un suicide de désespoir, en perpétrant le crash de son avion, qu'il pilotait le lendemain. D'autres points suspects alimentent les soupçons sur le vol MH370. D'abord, sa signalisation a été coupée volontairement, ce qui relève de la responsabilité du pilote, et l'appareil s'est détourné délibérément de son cap, en volant pendant sept heures vers l'ouest. Ensuite, le vol a contourné toutes les zones surveillées par des radars. »

— Pierre Jova, Le Figaro

Peu de temps après la disparition, les médias ont révélé que la femme et les deux enfants mineurs du commandant Zaharie Ahmad Shah avaient quitté le domicile conjugal la veille de la disparition. Un ami a affirmé que le commandant Shah voyait une autre femme et que la relation avec elle était également en difficulté,. Cette dernière, mère de famille, a été  interrogée quatre fois par la police. Il s'agit une employée du Parti de la Justice Populaire (Keadilan ou PKR) où milite Zaharie Ahmad Shah. Elle et le pilote semblaient s’être brouillés deux semaines avant l'accident. Un collègue pilote et ami de longue date a déclaré que le commandant Shah était « terriblement bouleversé », « pas en état mental pour voler » et que son mariage s'effondrait. Interrogé sur le simulateur, son ami dit qu’il avait « ramené le bureau à la maison ».
Par la suite, les allégations de problèmes conjugaux ont été démenties par la famille de Shah.
Écartée du rapport final malaisien après enquête, l'hypothèse d'un suicide est cependant relancée régulièrement dans la presse.

### Opération militaire des USA
La journaliste Florence de Changy, correspondante pour Le Monde, émet l'hypothèse que l'armée américaine aurait voulu intercepter une cargaison à destination de la Chine,. Elle a publié un livre pour développer cette théorie (voir bibliographie).

## Responsabilités

### Responsabilité supposée du constructeur de l'avion
Le 25 mars 2014, le cabinet d'avocats américain Ribbeck Law, au nom d'un proche de l'un des passagers du vol 370, annonce porter plainte contre Boeing ainsi que contre la compagnie Malaysia Airlines devant un tribunal pénal de l'Illinois. Cette action entraîne l'ouverture d'une enquête aux États-Unis. L'avocate qui a intenté l'action en justice dit vouloir « obtenir des millions de dollars [de réparations] pour chaque passager ».

## Gestion de la communication
Une semaine après la disparition de l'avion, les autorités malaisiennes ont fait l'objet de fortes critiques sur leur gestion de cette crise, notamment sur leurs déclarations contradictoires, leur lenteur à réagir et leur communication très embrouillée, qualifiée de « chaotique » par le ministère des affaires étrangères chinois. Le premier ministre Najib Razak s'est vu reprocher d'avoir attendu une semaine pour confirmer que l'avion avait été détourné de son plan de vol en direction de l'ouest alors que les recherches s'étaient concentrées en mer de Chine méridionale, à l'est.
Les autorités chinoises ont fait connaître leur agacement face à l'attitude de la Malaisie dans cette affaire, accusant en outre celle-ci d'incompétence. Le South China Morning Post a, lui, accusé la Malaisie d'« amateurisme ». Selon Jean-Claude Pomonti, les carences affichées par le gouvernement malaisien en matière de communication seraient le résultat d'un modèle de gouvernement qui s'est fondé depuis plusieurs décennies « sur l'intimidation, un strict contrôle de l'information et une forte croissance économique ».
Des proches des victimes chinoises qui étaient à bord de l'avion ont manifesté devant l'ambassade de Malaisie à Pékin pour demander des preuves que l'avion s'est bien abîmé en mer. Ils ont également réclamé des excuses du premier ministre Razak pour sa gestion controversée de la crise. Ce vol concerne en effet au premier chef la communauté sino-malaisienne. Passé les premières semaines, les proches des Chinois disparus qui continuaient à manifester ont été intimidés voire réprimés par la police chinoise. Aucune enquête officielle, sur la disparition de l'avion, n'a été déclenchée par Pékin.

## Événements associés

### Meurtre du consul honoraire de Malaisie à Madagascar en 2017
Le 24 août 2017, Zahid Raza, le consul honoraire de Malaisie à Antananarivo est abattu par balle au volant de sa voiture. La presse, notamment malgache, établit un lien entre cette mort et le vol MH370. Le consul devait se rendre au ministère malgache des Transports pour prendre possession de six pièces appartenant à l'avion, aux mains des autorités de Madagascar, afin de les apporter en Malaisie en vertu d'un accord entre les deux pays.
Les six pièces concernées n'étaient pas en sa possession. Les autorités malgaches les ont effectivement remises à la Malaisie.
Commerçant local en fournitures de bureau, le consul honoraire était également mêlé à une affaire d'enlèvements, pour laquelle il a été, en 2009, un temps incarcéré.

## Procès
Un procès est ouvert en Chine fin 2023 pour réclamer un dédommagement pour les proches de passagers chinois disparus dans la disparition du vol MH370.